# Royalston
Royalston – miasto w Stanach Zjednoczonych, w stanie Massachusetts, w hrabstwie Worcester.